# Солов'їва
Солов'їва (рос. Соловьев; Б. Смородина) — річка в Росії у Грайворонському районі Бєлгородської області. Права притока річки Ворсклиці (басейн Дніпра).

## Опис
Довжина річки приблизно 7,91 км  найкоротша відстань між витоком і гирлом — 7,18  км, коефіцієнт звивистості річки — 1,10 . Формується багатьма балками та загатами.

## Розташування
Бере початок на південно-східній стороні від села Дронівка. Тече переважно на південний схід через село Смородино і у сел Дорогощь впадає у річку Ворсклицю, праву притоку річки Ворскли.

## Цікаві факти
- У XIX столітті на річці існувало багато вітряних млинів[2], а у XX столітті — багато природних джерел, 1 газгольдер та декілька газових свердловин[1].